# Перес Гвадаррама, Марио
Марио Перес Гвадаррама (исп. Mario Pérez Guadarrama; род. 30 декабря 1946 года, Мехико, Мексика) — мексиканский футболист, защитник.

## Клубная карьера
Во взрослом футболе дебютировал в 1965 году в составе команды «Некакса», в которой провёл четыре сезона.
Благодаря удачным выступлениям в клубе «Некакса» в 1969 году был приглашён в команду «Америка», за которую отыграл следующие девять сезонов своей карьеры.
В 1978 году стал игроком клуба «Тампико Мадеро», а в следующем году завершил карьеру футболиста.

## Карьера в сборной
В 1967 году дебютировал в официальных матчах в составе национальной сборной Мексики.
В составе сборной участвовал в Олимпийских играх 1968 года и чемпионате мира 1970, дойдя до четвертьфинала. На этом турнире Перес принял участие в двух играх.
Всего за шестилетнюю карьеру в сборной провёл в её составе 30 матчей, забив 1 гол.